# Nishihara (Kumamoto)
Nishihara (西原村?, Nishihara-mura) è un villaggio giapponese della prefettura di Kumamoto.